# Säter, Lycksele kommun
Säter är en by som ligger i Lycksele kommun i Västerbottens inland, i närheten av Björksele.
I byn ligger endast ett fåtal hus, byn är uppbyggd kring en kraftig krok.